# 第96师团
第96师团（Dai-kyūjūroku Shidan）是日本帝国陆军的一个步兵师团。它的代号是玄22001兵团（Gen 22001 Heidan） 。该师团于1945年2月6日在首尔组建。师团的核心是第56师团和第84步兵旅的指挥部和训练营。

## 行动
1945年2月10日，第96师团被分配到第17方面军。虽然最初是计划组建一个旅，但在编队过程中突然改变了计划。由于装备短缺，该师实力严重不足。特别是迫击炮营实际上配备了高射机枪。
1945年4月第96师团被派往济州岛北部，并重新分配到第58军。当时它吸收了第32独立步兵营和独立自动炮连，并获得了反坦克炮的补充。
第96师团负责济州岛的防御，但受到当地游击队的袭击和频繁的空袭，济州岛直到1945年8月15日日本投降时都没有被入侵。

## 延伸閲讀
- Madej，W. 维克多。日本武装部队战斗勋章，1937-1945 [2 卷] 宾夕法尼亚州阿伦敦：1981